# 평문
암호학에서 평문(平文)은 암호 알고리즘(보통은 암호화 알고리즘)의 입력 대상으로 예정이 된 암호화되지 않은 정보를 의미한다. 평문은 일반적으로 암호화되지 않고 전송 또는 저장된 데이터를 의미한다. 원문이라고도 한다.

## 개요
컴퓨팅의 출현과 함께 평문이라는 용어는 인간이 읽을 수 있는 문서라는 범위에서 벗어나 키 또는 기타 해독 장치 없이 보거나 사용될 수 있는 형태의 이진 파일을 포함한 데이터를 의미하는 것으로 그 의미가 확장되었다. 암호화된 형태로 통신 또는 저장될 메시지, 문서, 파일 등의 정보는 평문이라고 부른다.
평문은 암호화 입력에 들어가는 대상이다. 출력된 결과물은 특히 알고리즘이 암호에 해당할 경우 암호문이라고 한다. 코드텍스트는 덜 자주 사용되며 수반되는 알고리즘이 실제로 코드인 경우에만 대부분 사용된다. 일부 시스템들은 여러 계층의 암호화를 사용하며 암호화 알고리즘의 출력은 그 다음 단계를 위한 "평문" 입력 대상이 된다.

## 같이 보기
- 암호문

## 참고 문헌
- S. Garfinkel and A Shelat, "Remembrance of Data Passed: A Study of Disk Sanitization Practices", IEEE Security and Privacy, January/February 2003 (PDF).
- UK HM Revenue and Customs loses 25m records of child benefit recipients BBC
- Kissel, Richard (editor). (February, 2011). NIST IR 7298 Revision 1, Glossary of Key Information Security Terms (PDF). National Institute of Standards and Technology.